# 泰勒先例

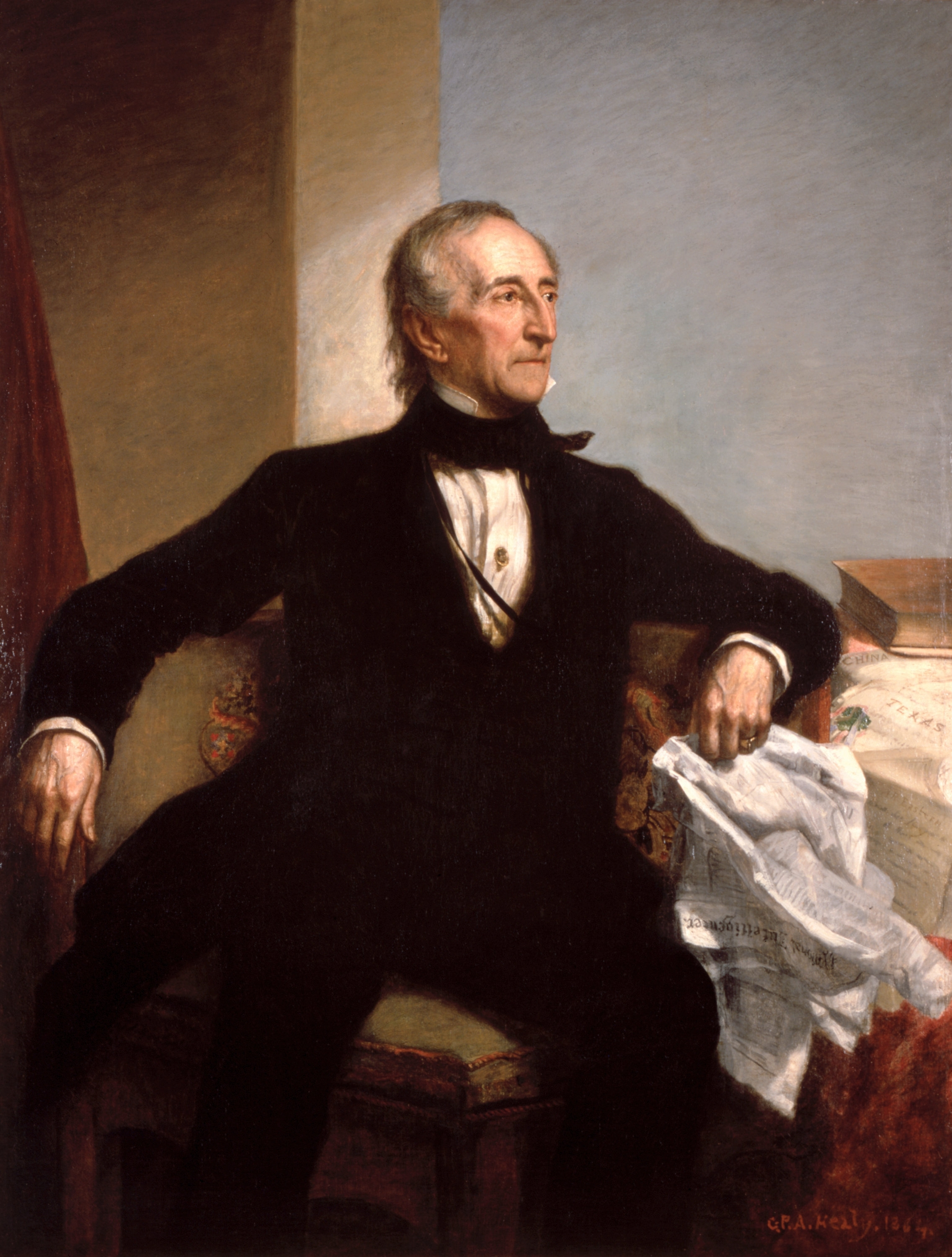
美國第十任總統約翰·泰勒

泰勒先例是美國第十任總統約翰·泰勒在其前任威廉·亨利·哈里森去世後就總統繼位順序所開創的憲法和政治先例。其時，憲法並未明定副總統在總統逝後是否繼位為總統，或僅代理其職務。泰勒力主前說壓倒後說，宣誓就任並進入白宮，自命為美利堅合眾國總統。儘管引發了政治紛爭，泰勒還是贏得其職位，並就此成為總統繼任的常態。在泰勒繼位後，直至美國憲法第二十五修正案獲得通過以確立此舉合憲前，另有七人依泰勒先例繼位為總統。

## 歷史
1841年4月4日，威廉·亨利·哈里森總統於就職30天後去世，創下美國史上最短總統任期。截至當時為止，總統去世後會出什麼問題完全只存在於理論上。美國憲法第二條第一款對此語焉不詳：“如遇總統被免職、死亡、辭職或喪失履行總統權力和責任的能力時，總統職務應移交副總統……”至於副總統是就此繼位為全職總統，或只是以副總統身份代行總統職，兩邊都解釋得通。聽聞哈里森總統的死訊後，副總統約翰·泰勒立即返回華盛頓特區，宣誓就任總統。與此同時，國務卿丹尼爾·韋伯斯特領頭的哈里森內閣於其逝後不及一小時即已召開會議，表決泰勒為副總統代總統職，而非總統。此外還決定，總統所有的重大決策都將由內閣進行多數決，這大大削弱了泰勒的職權。他們在第一次內閣會議上向泰勒告知此項安排。
泰勒震驚之餘立時回絕內閣此議，聲言：「……我倒是樂於得益自各位的忠告和建言，但絕不能同意被人指揮著該做什麼不該做什麼。我，身為總統，會對我的政府負責。我希望能就此與各位同心協力。只要大家都認為這樣合適，我就會很高興與諸位共事。若有異說，則請自便。」他其後在搬進還正為哀悼哈里森之死而遍掛黑幔的白宮前，又當著內閣的面就職第二次以鞏固自身主張。這一系列的爭議性舉動使泰勒陷入許多民主黨人和若干輝格黨人的深切批評，包括將閣下改為“變故下”的嘲諷式「敬稱」。即便如此，泰勒並不退讓，不稱他為美國總統的郵件他就不拆閱。身屬輝格黨籍，泰勒過於自在的使用否決權，又普遍反對輝格黨的政策，令黨在其任期中即與之疏遠。泰勒很快被正式開除黨籍，最終是以泰勒黨（以他自己的名字命名）籍尋求連任並落選。儘管引發爭議，泰勒還是成功地合法接任美國總統職，獲國會參眾兩院表決承認。

## 合憲性和遺產
副總統於總統去世後是否即為總統的爭論，癥結在於“相同”（the same）一詞在《憲法》第二條第一節中所言者為“前述職位”（"the said office"），或僅其“權力和職責”（"powers and duties"）。另一爭點即權力「移交」（"devolve）一詞在這種情況下的含義。據歷史學家歐文·葛雷哥萊·威廉斯所言，“對政治學家來說，職位是傳承，而權責是移交，這是公設”。政治學家露絲·卡瑞迭·席爾瓦亦得出相同結論，聲稱“繼任條款從未打算令副總統或指定官員成為總統”。
事實上，儘管泰勒成功立下先例，但在1787年制憲會議上的辯論，及其後與繼位相關的條款在在表明，美國開國元勛們只打算讓副總統代行總統職至下次選舉真除為止，儘管總統繼任問題通常少受關注。約翰·昆西·亞當斯看法也相同，他堅決認定泰勒為“合眾國副總統，維吉尼亞州的約翰·泰勒，代聯邦總統”。然而，亨利·克萊等許多其他知名政治人物都接受泰勒是總統，儘管他信心滿滿地預測泰勒的總統任期會比其他人都更像是攝政。

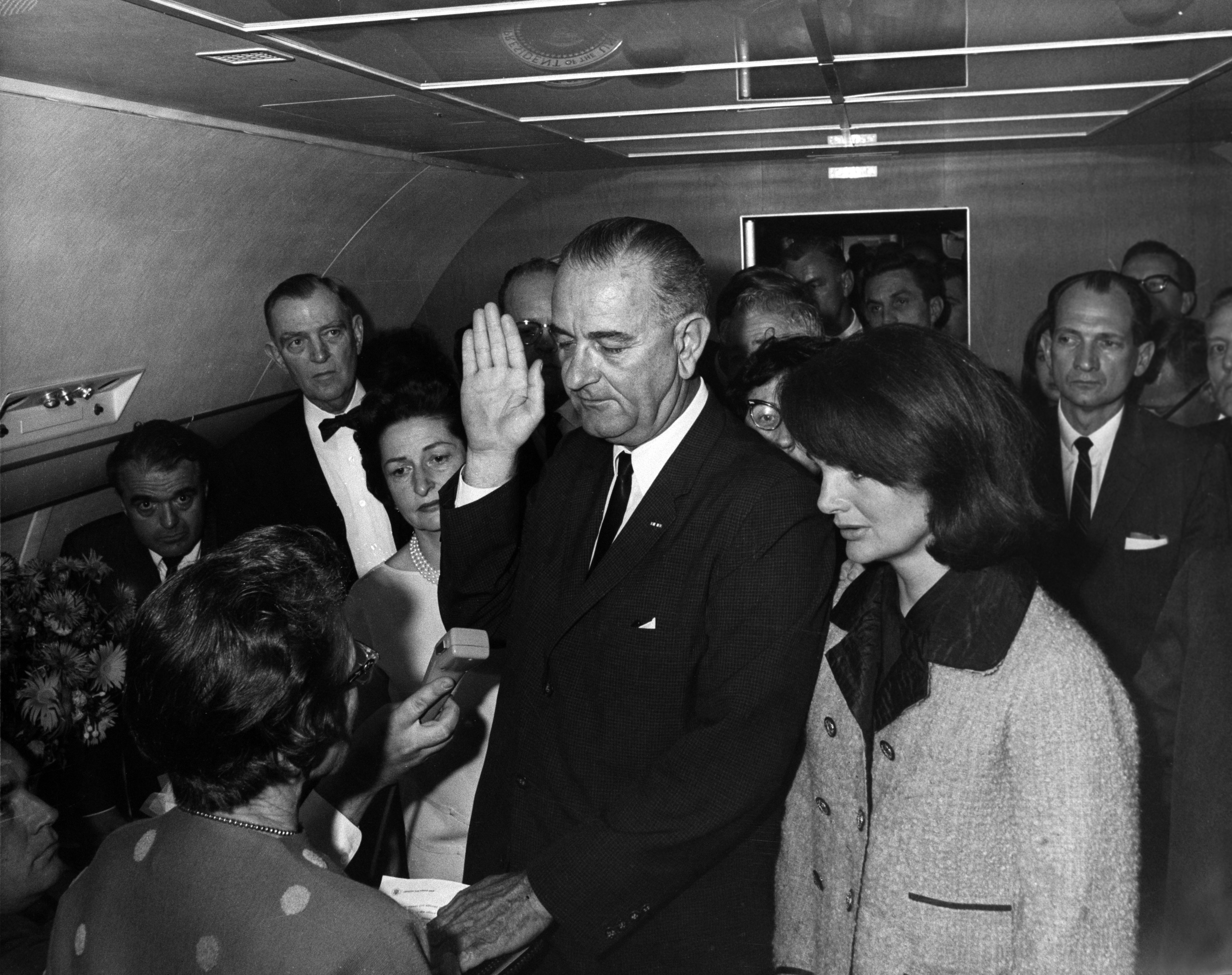
林登·詹森1963年11月22日於約翰·甘迺迪遇刺後依據泰勒先例宣誓就職

儘管當代政治領袖反應不一，合憲性又曖昧不明，但美國多數公意支持泰勒的專斷，在泰勒先例後復有七名副總統繼任總統：1849年的米勒德·菲爾莫爾、1865年的安德魯·詹森、1881年的切斯特·艾倫·亞瑟、1901年的西奧多·羅斯福、1923年的卡爾文·柯立芝、1945年的哈利·杜魯門、和1963年的林登·詹森。在詹森繼任總統後，美國憲法第二十五修正案獲得批准，泰勒先例明文入憲。
無論是受不受歡迎，或最初有何爭論，泰勒立即接手總統職是否開創良好的先例，眾人看法兩極。據威廉·威爾哈茲·弗里令教授所言，泰勒先例是“迄今為止他對國家的最大貢獻”，此舉“為未來的權力有序移交開創坦途”。